# گرلبوگک
گرلبوگک (به آلمانی: Gerlebogk) یک منطقهٔ مسکونی در آلمان است که در کونرن واقع شده‌است. گرلبوگک  ۳۳۹ نفر جمعیت دارد.